# Via Ragno
Via Ragno, a Ferrara, appartiene al nucleo medievale del centro cittadino e corre parallela alla vicina via delle Volte. Il suo percorso inizia da corso Porta Reno e questo tratto ha subito notevoli modifiche nel secondo dopoguerra, quando sono state demoliti molti edifici storici che vi si affacciavano. Si conclude a sud della zona del ghetto, in via del Carbone.

## Storia

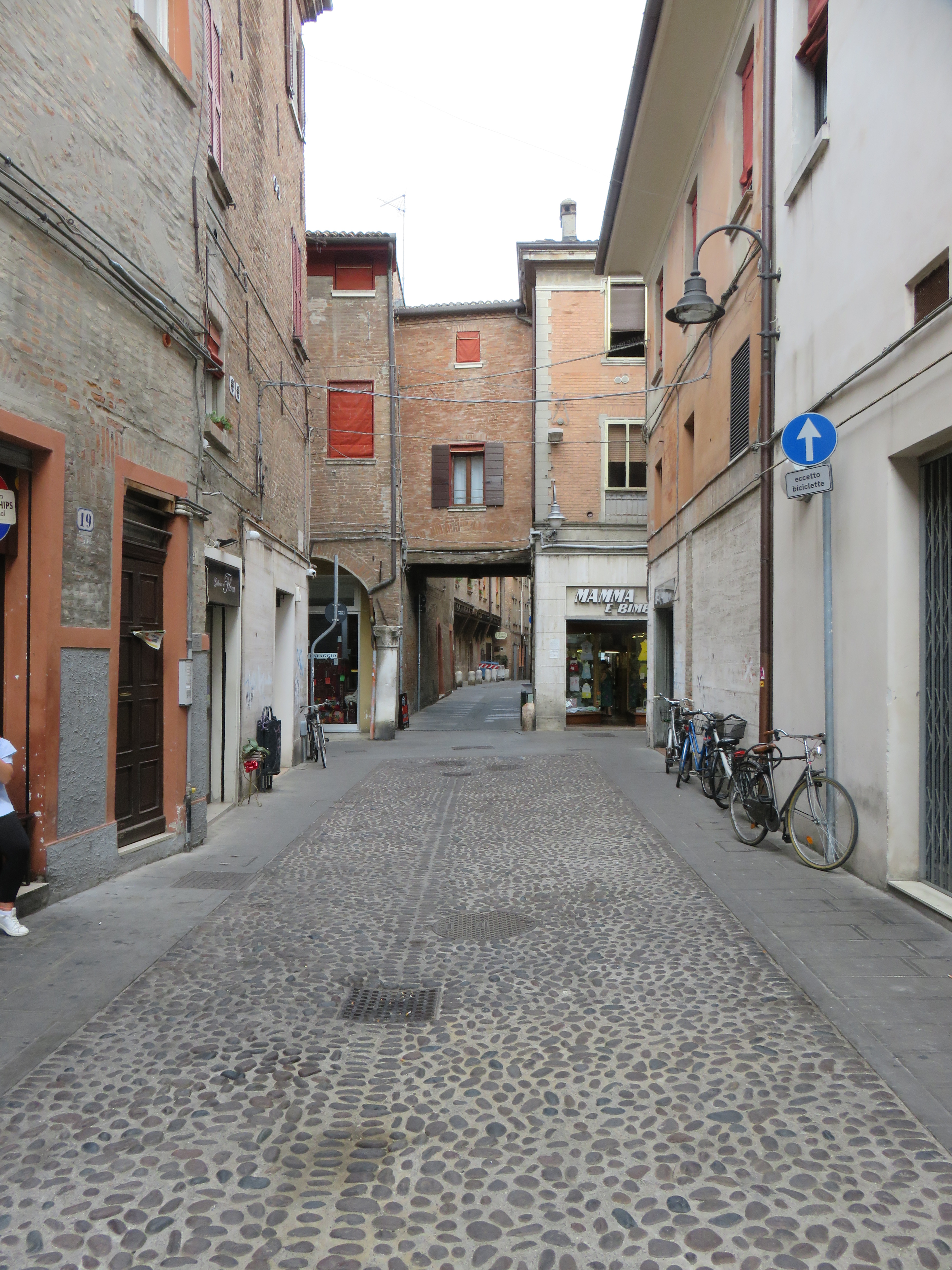
Accesso a via Ragno da Via San Romano.

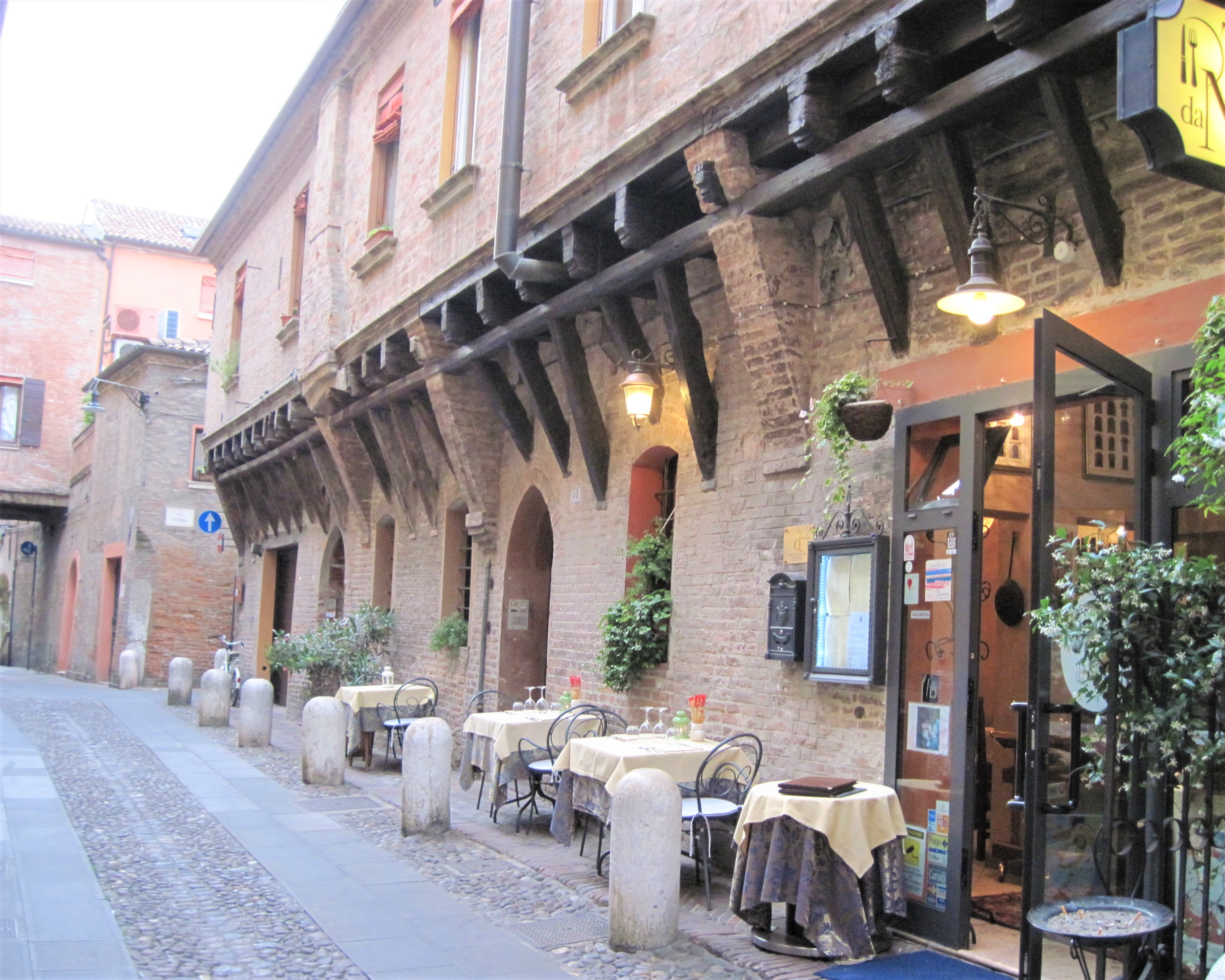
Tica casa medievale caratterizzata da sporgenza a baldresca in legno e non in muratura, unico esempio a Ferrara.

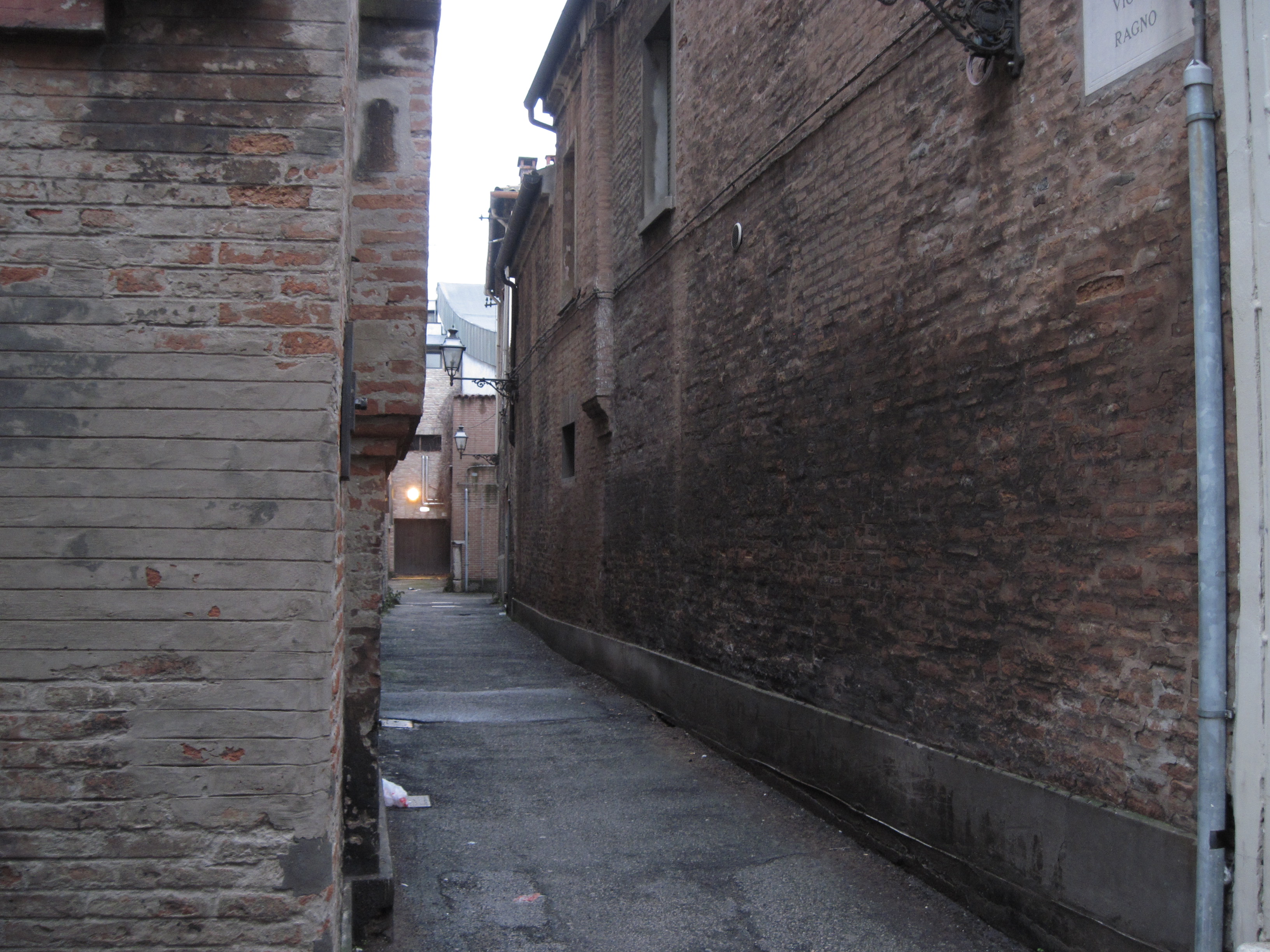
Vicolo Ragno all'incrocio con via delle Scienze.

La via ha origini medievali e la sua nascita fu probabilmente legata alle opere di fortificazione ai tempi della città lineare che stava nascendo sulla riva settentrionale del fiume Po. La struttura originaria potrebbe essere stata quella di una via stretta compresa tra due muri destinata a fungere da piccola strada di collegamento anche utilizzata come scorsuro, cioè come canale di scolo delle acque.

### Origini del nome
Il nome recente di via Ragno è stato a lungo preceduto da Androna de Comune, in riferimento alle sue origini.

## Vicolo Ragno
Il vicolo in realtà è staccato dalla via ma ne rappresenta la prosecuzione ideale e sbocca in via delle Scienze. Questo tratto anticamente era chiamato via degli Avanzi.

## Luoghi d'interesse
- Nel palazzo al numero civico 15 A, che ospita un locale pubblico, durante il periodo del ventennio fascista fu attivo un gruppo di opposizione e durante la fine del XX secolo è stato rinvenuto nella soffitta un grande dipinto di Annibale Zucchini.[2]
- All'incrocio con via Vittoria esisteva uno dei cancelli che dividevano il ghetto ebraico dal resto della città.[3]
- L'edificio più caratteristico dell'intera via è quello che si trova tra via Vittoria e il successivo slargo che corrisponde all'incrocio con via del Carbone. L'antica casa è caratterizzata dalla sporgenza a baldresca originale in legno utilizzata per ricavare una maggior superficie al piano superiore. Rappresenta l'unico caso residuo cittadino, poiché questa modalità costruttiva venne progressivamente abbandonata per sostituirla con strutture in muratura a causa dell'alto rischio di incendi che questa soluzione comportava.